# ベランジェ・レーモン1世 (プロヴァンス伯)
ベランジェ・レーモン1世（フランス語：Bérenger Raimond I, 1115年ごろ - 1144年）は、プロヴァンス伯（在位：1131年 - 1144年）。カタルーニャ語名はバランゲー・ラモン（Berenguer Ramon）。

## 生涯
ベランジェ・レーモン1世はバルセロナ伯ラモン・バランゲー3世とプロヴァンス女伯ドゥース1世の息子である。ベランジェ・レーモンは1131年から1167年まで続くプロヴァンス伯家の祖となった。プロヴァンスはその後アラゴン王アルフォンソ2世により、アラゴン＝バルセロナ家のものとなった。
1131年に父ラモン・バランゲー3世が死去し、兄ラモン・バランゲー4世がバルセロナ、タラゴナ、ジローナ、ウゾーナ、サルダーニャ、バザルー、カルカッソンヌおよびラゼスを継承し、ベランジェ・レーモンはプロヴァンス伯となった。
1141年、ベランジェ・レーモンはジェノヴァとの戦いにおいて戦死した。

## 結婚と子女
ベランジェ・レーモンはメルグイユ女伯ベアトリスと結婚し、1男が生まれた。
- レーモン・ベランジェ2世（1135年 - 1166年）

1144年にベランジェ・レーモン1世が死去した後、レーモン・ベランジェ2世が伯位を継承したが、幼少であったため伯父ラモン・バランゲー4世が後見人となった。